# スティーヴ・オースティン S.W.A.T.
『スティーヴ・オースティン　S.W.A.T.』（原題：Tactical Force）は、2011年のアメリカ映画。キャッチコピーは「このチーム、史上最強にして最凶」

## ストーリー
ハント、ジャナード、ブランコ、テートが所属する型破りで破天荒なSWATチーム。事あるごとに事件現場で損害を出していた彼らのチームは、ついに所長から再訓練を言い渡される。しかし再訓練のために用意された廃倉庫は敵対する2つマフィアの取引現場となっていた。SWATチームの接近に気づきマフィア達は息を殺し身を潜めるが、何も知らないSWATチームは訓練を開始してしまう。一階にはマフィア達、二階にはSWATチームが。このままやり過ごすつもりだったマフィア達だが、敵対する者どうしで小競り合いを始めてしまう。不審な物音に気づいたチームはブランコに一階の様子を調べてくるように指示する。倉庫内を捜索するブランコだったが、マフィア達の先制攻撃を受けブランコは死亡してしまう。彼の装備品を調べたマフィア達は、SWATチームが「シミュニッション」と呼ばれる訓練用のペイント弾しか所持していないことを知り、彼らの抹殺を計画する。銃声を聞いた残りの隊員達も一階へ向かうが、そこには実銃と実弾を持ったマフィア達が待ち構えていた。SWATチームは訓練用の装備しか所持していないまま、マフィアたちとの戦闘を強いられることになる。

## キャスト
テイト
演 - スティーヴ・オースティン、日本語吹替 - 岩崎ひろし
型破りで破天荒なチームをまとめる隊長。ふざけた態度をとることもあるが、戦闘になると頼もしい存在。
ハント
演 - マイケル・J・ホワイト、日本語吹替 - 白熊寛嗣
冷静沈着な黒人の隊員。現場におもちゃの銃を持ってくるなど問題性はあるが、戦闘能力は高い。
ブランコ
演 - スティーヴ・ベーシック、日本語吹替 - T.ラック
射撃の天才。陽気でよくしゃべる。チームのトラックの運転手でもある。
ジャナード
演 - レクサ・ドイグ、日本語吹替 - 松本佳奈
チーム唯一の女性隊員。他の隊員のジョークについていったりなど、男勝りな面を持つ。
ディミトリアス
演 - マイケル・シャンクス、日本語吹替 - 高瀬右光
ランポーニ
演 - エイドリアン・ホームズ、日本語吹替 - 原康義
イリヤ
演 - キャンディス・エレイン、日本語吹替 - 衣鳩志野

## 評価
映画評論家による映画レビューサイト「Rotten Tomatoes」では「決して素晴らしい作品ではないが視聴者が期待しているものを上手く引き出している。」と評価されている。
MIDbで4.6/10の格付けを受けている。

## 登場武器
- M4 - SWATチームが所持、フォアグリップとフラッシュライト、ACOGの光学サイトを装備。
- Glock 17 - SWATチームが所持。
- M203 - SWATチームが所持。M4のアンダーマウントレイルに装着。
- M92F - イタリア、ロシア双方のマフィアが所持。イタリアンマフィアの方はシルバー。
- M93R - イタリアンマフィアが所持。
- M1911 - イタリアンマフィアが所持。サプレッサーも所持している。
- H&K MP5 - イタリアンマフィアが所持
- SIG 552 SG SWAT - イタリアンマフィアが所持
- H&K USP - ロシアンマフィアが所持。
- Micro UZI - ロシアンマフィアが所持。デュアルスタイル。
- AK-74 - ロシアンマフィアが所持。
- Daisy - ハントが所持。レバーアクション式ショットガン型エアガン。

## 余談
作中でSWATチームが所持していた訓練用弾丸の「シミュニッション」は実弾ほどの威力はないが、人体に命中すれば激痛を伴う。
皮膚に直接命中すると出血し、目や急所に命中すると被弾者を行動不能にすることもできる訓練用の装備としてはかなり上級者向けの品である。
ハントがトラックから持ってきたM4のアンダーマウントレイルに装着されたM203グレネードランチャーだが、彼が使用した標的に命中すると炸裂する榴弾は殺傷能力が高すぎるため実在のSWATではほとんど使用されない。また彼は作中で官給品ではなく私物だと言っているが、民間人のグレネードランチャーの所持は非常に困難である。